# 채널A 스포츠 뉴스
《채널A 스포츠 뉴스》은 채널A에서 매주 월요일부터 금요일에 방송했던 스포츠 종합 뉴스 프로그램으로 2014년 1월 27일부터 2019년 9월 20일까지 《스포츠A》 후속으로 편성되었다.

## 방송 시간
- 2014년 1월 27일 ~ 일자 미상 : 평일 밤 10시 50분 ~ 11시
- 일자 미상 ~ 2019년 9월 20일 : 평일 밤 8시 10분 ~ 8시 20분

## 앵커
- 윤태진 프리랜서 앵커

## 개국 당시 타이틀 변천사
개국 당시부터 2차 부분조정까지 <채널A 스포츠 투나잇>, 2011년 12월 26일 1차 부분조정으로 마감뉴스인 채널A 한밤뉴스와 통합 채널A 뉴스&스포츠로 변경하였고, 저녁 6시 스포츠 베토벤으로 방송되기도 했었고, 2019년 9월 23일부터는 스포츠A로 방송된다.